# Komat
Según la tradición cucapá, tribu indígena del norte de México, Komat fue uno de los dos hermanos gemelos que participaron en la creación del mundo. 

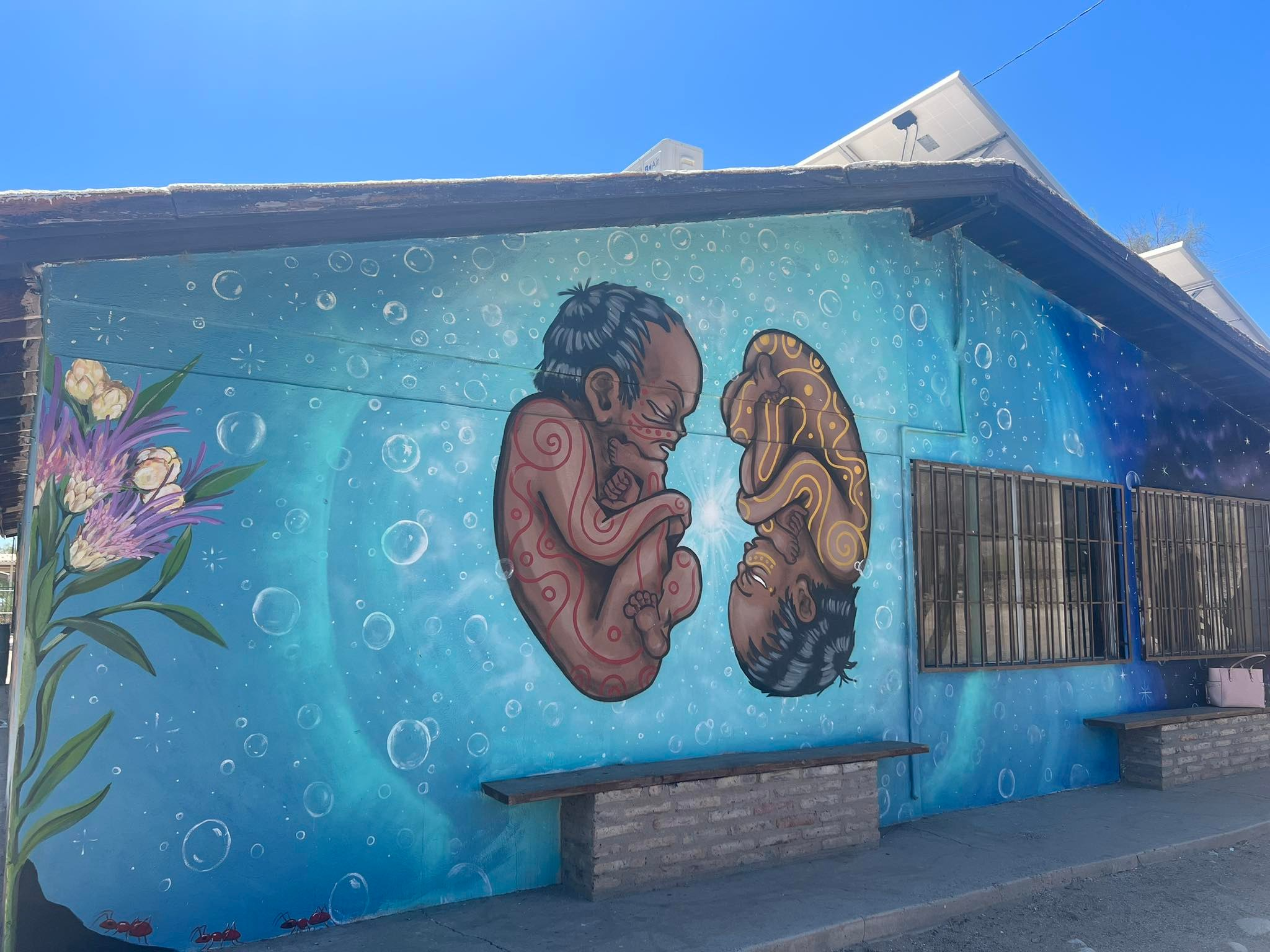
Representación de Sipa y Komat en el Museo Comunitario Juan García Aldama

## Historia
Cuenta la tradición oral que Komat y Sipa eran dos hermanos gemelos que vivían debajo del agua, casi en el centro de la tierra. Komat ayudó a su hermano Sipa a ir a la superficie y le preguntó si era seguro salir con los ojos abiertos quien le dijo que sí, pero cuando Komat salió quedó ciego.  
La historia narra que:
```
"Enseguida los hermanos pidieron a las hormigas rojas voladoras, que excavaran en el interior de la Tierra para hacer que las aguas bajaran y pudiera haber tierra donde vivir. En la Tierra se formaron entonces varios lugares secos. Los dos hermanos comenzaron a formar muñecos de barro que serían hombres sobre la Tierra".
[
2
]
```

Como en varios mitos de creación, Komat y Sipa representaban la dualidad del bien y el mal.